# 63
Cette page concerne l'année 63  du calendrier julien. Pour l'année 63 av. J.-C., voir 63 av. J.-C. Pour le nombre 63, voir 63 (nombre).
L'année 63 est une année commune qui commence un samedi.

## Événements
- Printemps : arrivée à Rome d'une ambassade parthe de Vologèse Ier après que la capitulation à Rhandeia du gouverneur de Cappadoce, L. Caesennius Paetus. Les Romains refusent la paix. Paetus est rappelé et le commandement des opérations en Arménie est de nouveau confié à Corbulon. Il réorganise ses troupes, passe l'Euphrate. Tiridate et Vologèse refusent de livrer bataille et négocient la paix à Rhandeia. Tiridate, cadet de la dynastie parthe, est reconnu comme roi d’Arménie sous le protectorat romain[1]. Couronné à Rome (66), Tiridate fait construire sa capitale Artaxate par des artisans romains.

- Jésus, fils de Gamatiel, grand-prêtre de Jérusalem (63?-64)[2].

- Rome octroie le droit de cité à Lutèce[3].

## Naissances en 63
- 21 janvier : Claudia Augusta, fille de Poppée et de Néron, morte la même année.

## Décès en 63
- Marcus Antonius Pallas, secrétaire des empereurs romains Claude et Néron.